# Моримон, Марсель
Марсель Моримон (фр. Marcel Morimont; 9 июня 1886, Гент — неизвестно, неизвестно) — бельгийский гребец, серебряный призёр летних Олимпийских игр 1908 года.
На Играх 1908 года в Лондоне Моримон входил в состав бельгийского экипажа восьмёрок. Его команда заняла итоговое второе место и получила серебряные медали.